# Roma-Napoli-Roma 1911
La Roma-Napoli-Roma 1911, decima edizione della corsa, si svolse dal 19 al 20 settembre 1911 su un percorso di 457,9 km, suddiviso su 2 tappe. La vittoria fu appannaggio dell'italiano Dario Beni, che completò il percorso con 4 punti (in tempo in 26h39'00"), precedendo i connazionali Carlo Galetti e Ugo Agostoni.

## Tappe
| Tappa  | Data         | Percorso      | km    | Vincitore di tappa | Leader cl. generale |
| ------ | ------------ | ------------- | ----- | ------------------ | ------------------- |
| 1ª     | 19 settembre | Roma > Napoli | 230   | Ugo Agostoni       | Ugo Agostoni        |
| 2ª     | 20 settembre | Napoli > Roma | 227,9 | Dario Beni         | Dario Beni          |
| Totale | Totale       | Totale        | 457,9 |                    |                     |

## Dettagli delle tappe

### 1ª tappa
- 19 settembre: Roma > Napoli – 230 km

Risultati
| Pos. | Corridore      | Squadra | Punti/Tempo  |
| ---- | -------------- | ------- | ------------ |
| 1    | Ugo Agostoni   | Atala   | 1 (8h14'00") |
| 2    | Pierino Albini | Atala   | 2 (a 12'00") |
| 3    | Dario Beni     | Bianchi | 3 (a 22'00") |

| Pos. | Corridore      | Squadra | Punti/Tempo  |
| ---- | -------------- | ------- | ------------ |
| 1    | Ugo Agostoni   | Atala   | 1 (8h14'00") |
| 2    | Pierino Albini | Atala   | 2 (a 12'00") |
| 3    | Dario Beni     | Bianchi | 3 (a 22'00") |

### 2ª tappa
- 20 settembre: Napoli > Roma – 227,9 km

Risultati
| Pos. | Corridore     | Squadra | Punti/Tempo   |
| ---- | ------------- | ------- | ------------- |
| 1    | Dario Beni    | Bianchi | 1 (18h03'00") |
| 2    | Carlo Galetti | Bianchi | 2 (s.t.)      |
| 3    | Luigi Ganna   | Atala   | 3 (a 1'30")   |

| Pos. | Corridore     | Squadra | Punti/Tempo   |
| ---- | ------------- | ------- | ------------- |
| 1    | Dario Beni    | Bianchi | 4 (26h39'00") |
| 2    | Carlo Galetti | Bianchi | 6 (s.t.)      |
| 3    | Ugo Agostoni  | Atala   | 8 (a 25'00")  |

## Classifiche finali

### Classifica generale
| Pos. | Corridore           | Squadra      | Punti/Tempo     |
| ---- | ------------------- | ------------ | --------------- |
| 1    | Dario Beni          | Bianchi      | 4 (26h39'00")   |
| 2    | Carlo Galetti       | Bianchi      | 6 (s.t.)        |
| 3    | Ugo Agostoni        | Atala-Dunlop | 8 (a 25'00")    |
| 4    | Gino Brizzi         | -            | 9 (a 1'30")     |
| 5    | Luigi Ganna         | Atala-Dunlop | 10 (a 4'30")    |
| 6    | Pierino Albini      | Atala-Dunlop | 10 (a 1h23'00") |
| 7    | Eberardo Pavesi     | Bianchi      | 11 (a 46'36")   |
| 8    | Giovanni Rossignoli | Bianchi      | 15 (a 1h01'15") |
| 9    | Arnolfo Galoppini   | -            | 19 (a 2h31'00") |
| 10   | Antonio Rotondi     | -            | >23 (a ?)       |